# Mycterops
Genre
Espèces de rang inférieur
- †M. ordinatus Cope, 1886 espèce type
- Voir paragraphe #Liste d'espèces

Mycterops est un genre fossile d'Euryptérides de la famille des Mycteropidae. Mycterops a vécu durant le Carbonifère en Europe et en Amérique du Nord.

## Description
Les Myctéropides sont des animaux de taille moyenne à assez grande. Leur surface externe est couverte de nombreuses écailles et d'une ornementation réticulée. Leur premier et possiblement leur deuxième tergite (arceau supérieur de chaque segment de l'abdomen) sont très développés. Leurs pattes ressemblent à celles du genre Stylonurus. Le prosome (tête) est sous-trapézoïdal, avec de petits yeux composés.

## Classification
Le nom valide complet (avec auteur) de ce taxon est Mycterops Cope, 1886,.
Selon certaines études qui se basent sur la taille des spécimens et les types de mucrons, les trois genres de la famille des Mycteropidae, Mycterops, Woodwardopterus et Megarachne, pourraient représenter différents stades ontogénétiques d'un genre unique. Selon cette hypothèse, les genres Woodwardopterus et Megarachne se fondraient dans le genre Mycterops.
Mycterops whitei est une espèce fragmentaire dont l'attribution au genre Mycterops est discutée. Cette attribution pourrait être définitivement écartée si des fossiles plus complets montraient que l'espèce est dotée d'un post-abdomen caudal.

### Liste d'espèces
Les espèces actuellement considérées comme valides sont :
- Mycterops ? blairi Waterston, 1968 - Carbonifère, Écosse
- Mycterops matthieui Pruvost, 1924 - Carbonifère, Belgique
- Mycterops ordinatus Cope, 1886 - Carbonifère, Pennsylvanie (États-Unis) - espèce type
- Mycterops ? whitei Schram, 1984 - Carbonifère, Iowa (États-Unis)

### Publication originale
- [1886] (en) E. D. Cope, « An Interesting Connecting Genus of Chordata », The American Naturalist, Chicago, University of Chicago Press, vol. 20, no 12,‎ décembre 1886, p. 1027-1031 (ISSN 0003-0147 et 1537-5323, OCLC 45446849 et 1480477, DOI 10.1086/274385, lire en ligne). .